# 滕姓
滕是一個中國人的姓氏，在《百家姓》中排名第73位。

## 起源
滕姓起源甚早，可追溯的源頭有三：
1. 出自姬姓，以國名為氏。根據《姓氏考略》、《廣韻》、《通志·氏族略》所載，周克商滅紂後，周文王第十四子錯叔繡，受其兄武王封於滕（今山東滕州市西南），為滕侯，建立滕國。後世子孫以國為氏，並尊錯叔繡為其始祖。
2. 亦出自姬姓。根據《史記索隱》、《萬姓統譜》所載，黃帝有二十五子，為四母所生，黃帝把他們分成十二個胞族，賜給他們十二個姓。滕姓就是其中之一。《國語》中記載了黃帝之子十二姓中排在第五位的即是滕姓（姬、酉、祁、己、滕、箴、任、荀、僖、佶、缳、依）。
3. 出自他族。明洪武年中，蒙古人瓚住獲賜姓滕[1]。今土家、苗、蒙古等民族均有此姓。

## 繁衍播遷
滕立國約一千年，當中史冊有記載的國君有滕昭公、滕定公及其子滕文公。滕國為齊所滅，子孫紛紛離開得姓的原居地 — 今山東滕州，而散居於山東、河南等地。
東漢時，滕姓在北海郡繁衍昌盛，族大人眾，名人輩出。這段時期滕姓登於史冊的有三人，分別為：滕延、滕咨和滕撫，都是北海郡人，可見在東漢時滕姓在北海郡已成為望族。漢末動亂時，當地的滕胄、滕耽等避亂渡江，歸屬孫吳；值得一提的是滕胄與孫權結為親家，壯大了北海郡滕姓之盛名。吳末時期，北海人滕牧之女嫁與孫皓而貴為皇后，滕牧後來卻因失寵而被遣居蒼梧，即今廣西梧州；吳滅亡後，孫皓與滕皇后遷于洛陽。
兩晉時期，繁衍於南陽郡、開封縣之滕族昌盛浩大，名家輩出，成為該地之名門望族。兩晉南北朝至隋朝，北方持續的動盪不安，加劇了滕姓南移，加上之前漢末已南遷的氏族，現今安徽、江蘇、浙江、江西、湖北、廣西、湖南等地均有了滕姓人家。
唐代及其以後，浙江金華的滕家一支獨秀，出了不少傑出人物，有白居易作詩為證：「身著錦衣兒戲繡，東陽門外數滕家」。
另據《安遠滕氏族譜》、《石城縣誌》所載，「唐有滕文紀，家居江西撫州臨川縣滕家州，生子有三，其三子學珠自臨川徙居福建汀州寧化招得裏南橋嶺，至宋時，傳八世，榜二居邵武，榜遂遷延平，榜儀移廣東」。
宋靖康之恥後，北方滕姓有遷居浙江臨安的，其中應天宋城（今河南商丘）人滕康因仕宦居湖南永州，其孫滕宬徙居吳縣，即今江蘇蘇州。宋末元初的動亂，再加元末的動亂，使滕姓分佈於南方各省份，今四川、雲南均有滕姓人落籍。
明初，山西滕姓作為洪洞大槐村遷民姓氏之一，被分遷于山東、河南、江蘇等地。明中葉時，滕學珠之裔有遷居江西石城豐山、高田等地。明末張獻忠屠川後，有湖南、湖北之滕姓徙至四川。清康、乾年間以後，有冀魯豫地之滕姓闖關東進入東三省，亦有沿海之滕姓遷居臺灣以及東南亞等地。
如今，滕姓在中華人民共和國分佈較廣，尤以廣西、黑龍江、遼寧、湖南多此姓，上述四省之滕姓約占中國漢族滕姓人口的百分之七十。

## 資料來源
1. ↑  《明史》（卷156）：“滕定，父瓚住，元樞密知院。洪武中，來降。授會州衛指揮僉事，賜姓滕。從燕起兵，進燕山右衛指揮使。卒，定嗣官，屢從出塞，有功，進至都督僉事。宣德四年封奉化伯，祿八百石。正統初卒。子福嗣，為指揮使。”

## 延伸阅读
[在维基数据编辑]
 《百家姓》
 《欽定古今圖書集成·明倫彙編·氏族典·滕姓部》，出自陈梦雷《古今圖書集成》
 《欽定古今圖書集成·明倫彙編·氏族典·騰姓部》，出自陈梦雷《古今圖書集成》